# لری کریستوف
لری کریستوف (انگلیسی: Larry Kristoff؛ زادهٔ ۱۱ نوامبر ۱۹۴۲) کشتی‌گیر اهل ایالات متحده آمریکا است. وی در بازی‌های المپیک تابستانی ۱۹۶۴ و بازی‌های المپیک تابستانی ۱۹۶۸ شرکت کرد.